# Armadillidium subdentatum
Armadillidium subdentatum là một loài chân đều trong họ Armadillidiidae. Loài này được Haswell miêu tả khoa học năm 1882.